# Xiadong
Xiadong (chinesisch 下冻镇, Pinyin Xiàdòng zhèn) ist eine Großgemeinde im Südwesten der Volksrepublik China. Sie gehört zum Verwaltungsgebiet des Kreises Longzhou, der seinerseits der bezirksfreien Stadt Chongzuo im Autonomen Gebiet Guangxi der Zhuang unterstellt ist. Die Großgemeinde Xiadong verwaltet ein Territorium von 114,36 Quadratkilometern mit einer Gesamtbevölkerung von 15.499 Personen am Ende des Jahres 2015. Die Bevölkerungszählung des Jahres 2000 hatte eine Gesamtbevölkerung von 20.176 Personen in 5324 Haushalten ergeben, davon 10.544 Männer und 9632 Frauen. Die Bevölkerung besteht vorwiegend aus Zhuang und Han.
Xiadong befindet sich etwa 20 Kilometer westlich des Kreiszentrums Longzhou. Das Relief ist bergig und fällt von Nordwesten nach Südosten ab. Die wichtigsten Berge Xiadongs sind der Koumei Ling und der Nonglian Shan, der wichtigste Fluss ist der Shuikou He. Xiadong verfügt über knapp 19 Quadratkilometer Ackerland und ein mildes subtropisches Klima mit genügend Niederschlag und Sonnenstunden bei einer Jahresdurchschnittstemperatur von etwa 21 °C. Es werden vor allem Zuckerrohr, Nassreis und Bananen angebaut. Die wichtigsten Industriebetriebe Xiadongs sind in der Nahrungsmittel-, Baustoff- und Arzneimittelherstellung tätig. Durch seine Lage an der Provinzstraße 325, der Regionalstraße Xiadong-Tuoben und einiger kleinerer Straßen sowie durch seine Bildungs- und medizinische Infrastruktur hat Xiadong eine regionale Bedeutung. Es gibt einige Denkmäler, die an die Ereignisse rund um den chinesisch-französischen Krieg von 1885 erinnern, die Guanyin-Höhle und die Paoma-Höhle.
Xiadong ist auf Dorfebene in neun Dörfer untergliedert: Buju (布局村), Liangzhuang (两庄村), Nahua (那花村), Chunxiu (春秀村), Dongbu (洞埠村), Fulun (扶伦村), Xiagang (峡岗村), Tuojiang (驮江村), Xiadong (下冻村).